# تولید مثل در گاو
تولیدمثل در گاو کتابی از آ.ر. پیترز و پ.جی. بال با ترجمهٔ محمد جواد ضمیری است که در سال ۱۳۷۲ منتشر و در مراسم کتاب سال جمهوری اسلامی ایران به‌عنوان کتاب برگزیده معرفی شد.